# Drongo de Sulawesi
El drongo de Sulawesi (Dicrurus montanus) és un ocell de la família dels dicrúrids (Dicruridae).

## Hàbitat i distribució
Habita els boscos a les muntanyes de Sulawesi, normalment a una alçària inferior a Dicrurus hottentottus.